# Gád (Románia)

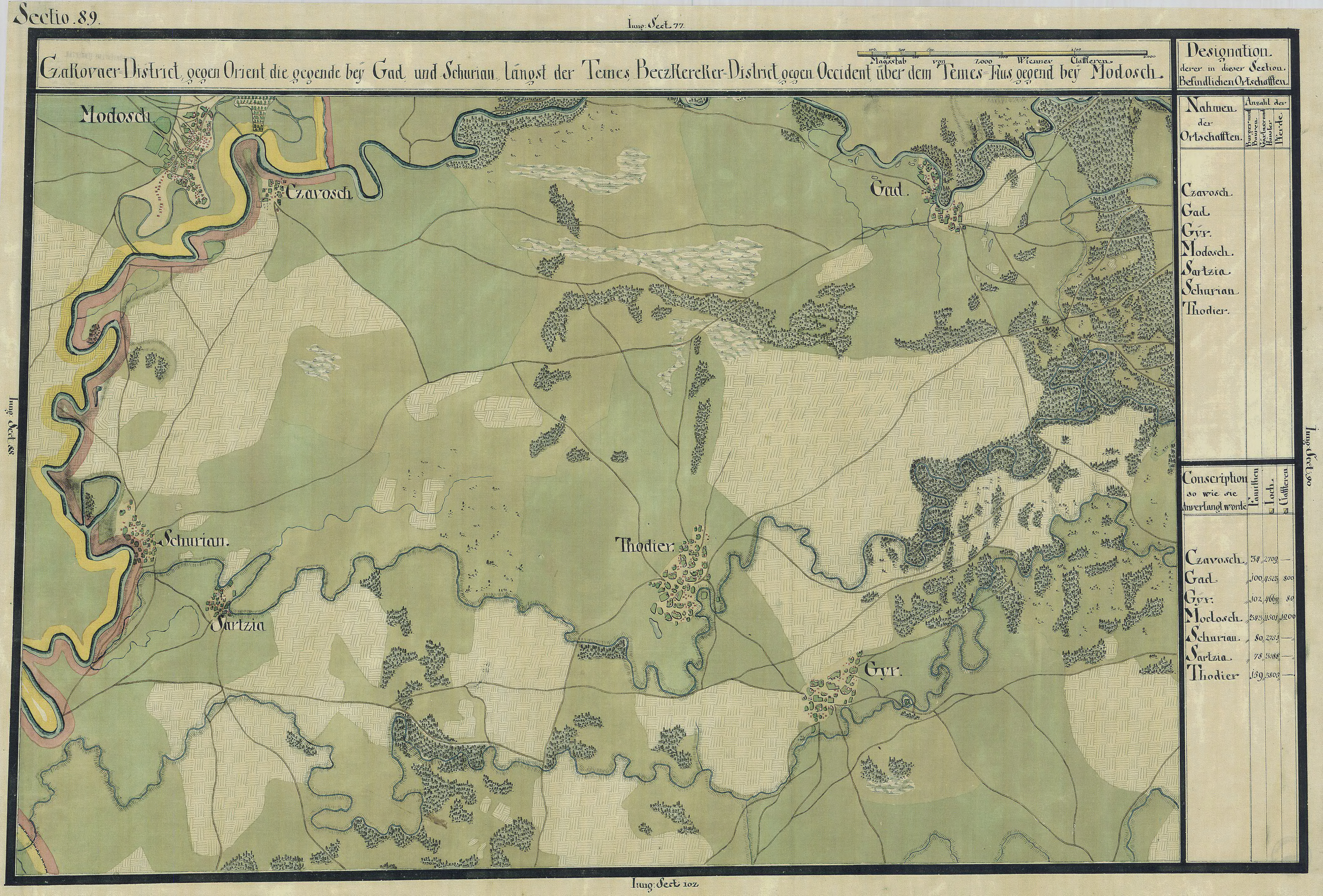
Gád környéke 1769–72 között

Gád (románul Gad, szerbül Gad) falu Romániában, Temes megyében.
A falut nehezen lehet megközelíteni, aszfaltos út nem vezet Gádra.[mikor?][forrás?] Templomai a falu szélén találhatók egymás mellett, nem messze a Temes folyótól.

## Gád, mint személynév
A Gád nemesi előnévből önálló családnév is kialakult.
A „gaádi” előnévből lett vezetéknév: Gádi/Gády – egyeseknél „y”-al, mert megvehették a nemes jelet – az 1930-as években, a névmagyarosítások során.
Ilyen előnevet a források szerint csak két család kapott (betyáros tréfából):
- gaádi Pálffy János a Lippai járásban, Kisrékas (Altringen) községben volt tulajdonos. * Imre apját 1795-ben nemesíti I. Ferenc. Adataikat a „Nagyiván”-ban, vagy Kempelen Béla: Magyar Nemes Családok c. munkájában meg lehet találni.
- gaádi Kayser Sámuel adataikat meg lehet találni: Lendvai Miklós: Temes vármegye nemes családjai; III. kötet 32-33. oldal; megjelent 1905-ben, vagy a www.myheritage.com weblapon.

## A község története
Régészeti lelőhely: neolitikus leletek, bronzkori telep, kelta és római cserepek kerültek elő.
Többen feltételezik, hogy a község neve egy 890 körül élt vezérről kapta nevét: Glád (Gád), vezér a magyarok honfoglalása idejében, a Névtelen jegyző szerint (11. fej.) azon a földön uralkodott, mely a Maros vizétől Orsova váráig terjedt s melyet ő, Viddin várából kijővén, a kunok segítségével foglalt volna el. 
A bolgárok és kunok alatt egyszerűen uraltájaiakat, vagyis avartöredékeket kell értenünk. Az avarok sáncgyűrűi azon a vidéken, a Maros jobb- és bal partján csaknem egyenlő (22–23 km) távolságban, Aradban Szent Anna, Temesben Zsadány határában, az Ördögárok s a legnyugatibb római sánc közt elég épen fennmaradtak. Szoárd, Kadocsa és Vajta Magyar-Kanizsánál kelt át a Tiszán, azután a Csesztöreg (Aranka) mellett ütött tábort, onnan pedig (körülbelül a Szabadka-temesvári útirányt követve) a begai részekre szállt s két hét alatt meghódította G. tartományának a Maros és Temes közt levő részét. A döntő küzdelem valószínűleg a zsadányi avar sánc körül ment végbe. Maga G. «nagy lovas és gyalogsereggel, a kunok, bolgárok és vlachok segítségével» a Temes mögött szolgáltatott csatát. Ezt elveszítvén, rövid idő alatt az egész terület a magyarok kezébe került. G. hűséget fogadott s mint alárendelt főnök működött azontúl a Maros, Tisza, Duna közében, hol több helynév őrzi emlékét. Gládot nem hagyták volna meg főnöknek a magyarok, ha nem rokon törzsből származik; olyanforma szerződést köthettek vele, mint kevéssel utóbb Maróttal, t. i., hogy csak holtig maradt családjánál ez a rész. G. halála után nem tartomány többé Temes vidéke. Már a vezérek korában valamely magyar nemzetség szállta meg a Délvidéket, és pedig az, amelyből Ajtony (Ochtum) származott. A Névtelen Jegyzőnek azt az állítását, hogy Ajtony éppen G. ivadéka lett volna, semmi sem igazolja.
A község alapítása azonban, nagy valószínűséggel zsidó kereskedőkhöz fűződik, és a XIII. századra tehető, mint megálló a szállítási útvonalon.
Első ízben az 1332–37. évi pápai tizedjegyzékekben fordul elő, amikor, mint 1481-ben is, Temes vármegyéhez tartozott (Csákovai járás). A török hódoltság alatt nem pusztult el. Az 1717. évi összeírásban a Csákovai kerülethez tartozó községek között találjuk, 30 lakott házzal. A Mercy-féle térképen is a lakott helyek között szerepel és lakosai ekkor románok voltak. A szerbek a hagyomány szerint Montenegróból vándoroltak be. A görögkeleti szerb egyházat 1777-ben szentelték fel és 1859–60-ban megnagyobbították. 1788-ban, midőn a császári sereg Belgrádot ostromolta, II. József császár, az akkor még mintegy 19 éves Ferenc főherceg kíséretében egy éjszakát töltött a községben Milos Péter házában, a kinek a császár ezért egy mezőhegyesi csődört ajándékozott.
1810-ben, a határőrvidék felszámolása keretében, Gaad teljes területét az alábbi domíniumok alapításával osztották meg I. Ferenc császár parancsára:
I. 	Donatio: Nicolau Szelczay (Miklós) 1/6-rész (ez 1820-ban már visszakerült a kincstárhoz! Valószínűsíthetően, elhalálozás miatt.) Gyertyánffy, és Kukovics családok vásárolták fel.
II. 	Donatio: Samuelis Kayser (Sámuel) 1/6-rész, előnév használati joggal, a korábbi nemes származást elismerve, és megkülönböztetve
III. 	Donatio: Stephano Fodor (István) 1/6-rész
IV.	Donatio: Emerico Pálfy (Imre) 1/6-rész, előnév használati joggal, a korábbi nemes származást elismerve, és megkülönböztetve
V. 	Donatio: Melandro Kászonyi () 1/6-rész
VI. 	Donatio: Nicolao Nagy (Miklós) 1/6-rész
A községbeli kastélyt a XIX. század közepén a Fodor család építtette, 1890-ben tulajdonosa báró Gudenus Hugóné. Van itt még egy úrilak, melyet a XIX. század elején a Kukovics család építtetett s ez most báró Gudenus Béláé. A Fodor, Kászonyi, Kukovics, Pálffy és Nagy családok itteni birtokait Csávossy Ignácz vette meg, a ki után leánya Csávossy Anna Sarolta, férj báró Gudenus Hugóné örökölte. Ennek fiai, Béla és Hugó, ez idő tájt a helység legnagyobb birtokosai. A községben szerb gazdák egyesülete alakult.
1891-ben a helység legnagyobb birtokosa: báró Gudenus család, utána a szerb gazdák egyesülete.
(Képaláírás)Gád. – Báró Gudenus Hugó kastélya
Gád kisközség Magyarország Torontál vármegyéjének módosi járásában (1910), ma a Bánság Romániai részén, a Temes folyó mellett, folyásától délre, Temesvártól délnyugatra ~55 km (Széphelynél (Jebel) elágazva jobbra, Csákon át, Giládon keresztül).
1910-ben: 178 házzal, 1141 szerb, oláh, német és magyar lakossal (a román és szerb ajkúak görögkeleti vallásúak, önálló templommal). Posta és telefonhivatal, szerb földművelők szövetkezete jellemzi, vasút állomása Rudna. Ekkor hozzátartozik: +Fodorház is.
(meg eszetlen-nagy lyukak és sár az úton, így csak lovon lehet megközelíteni a víztározó mellett!)

## Népesség
| 2011 | 146 |
| 2021 | 125 |

- 1910-ben 1141 lakosa volt, melyből 613 szerb, 316 román, 101 német, 90 magyar és 21 egyéb.
- 1966-ban 739 lakosa volt, melyből 415 román, 256 szerb, 31 magyar, 31 német, 6 cigány.
- 1977-ben 428 lakosa volt, melyből 240 román, 140 szerb, 24 magyar, 14 német, 10 cigány.
- 1992-ben 225 lakosa volt, melyből 143 román, 70 szerb, 10 magyar, 2 német.